# Klattia
Klattia Baker – rodzaj roślin należący do rodziny kosaćcowatych (Iridaceae), obejmujący trzy gatunki występujące w południowo-zachodnim Kraju Przylądkowym w Południowej Afryce.
Nazwa naukowa rodzaju została nadana na cześć Friedricha Klatta, XIX-wiecznego botanika z Hamburga, badacza roślin z rodziny kosaćcowatych.

## Morfologia

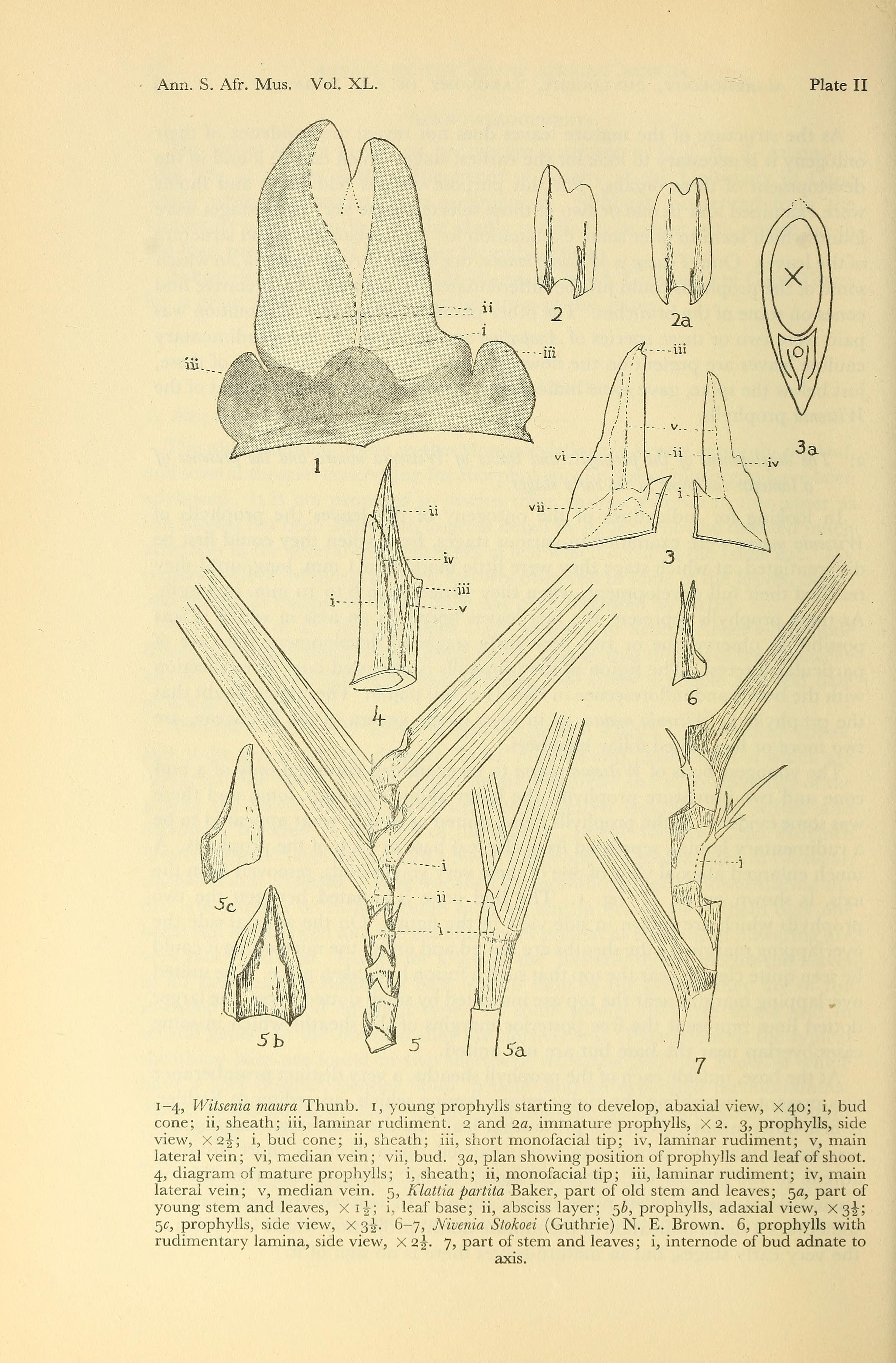
Budowa Klattia partita

PokrójWieloletnie, wiecznie zielone krzewy.
PędyPodziemny, zdrewniały kaudeks. Pędy naziemne wzniesione, spłaszczone, w dole zaokrąglone, drewniejące, z wyraźnie widocznymi bliznami liściowymi, o średnicy do 2 cm. Główne osie proste, rozgałęzione lub z krótkotrwałymi odnogami pędowymi.
LiścieLancetowate do niemal równowąskich, u nasady tworzące pochwę liściową zamkniętą na około 1 mm, skupione wierzchołkowo, bez żyłki centralnej, utrzymujące się na roślinie przez ponad rok. Brzegi blaszki wąsko hialinowe.
KwiatyKwiaty zebrane w pseudogłówkę otoczoną dwiema lub trzema błoniastymi podsadkami tworzącymi pochwę, jasnozielonawymi do kremowożółtych lub czerwonych, z zielonymi wierzchołkami. Poszczególne kwiaty ułożone w parach w dwurzędkę, otoczoną przezroczystą podsadką tworzącą w dolnej części pochwę oraz naprzeciwległym liściem łodygowym. Kwiaty siedzące, bezbarwne u nasady, powyżej kolorowe, bezwonne. Listki okwiatu w dolnej części zrośnięte w krótką cylindryczną rurkę wypełnioną nektarem, w górnej części wolne, równowąsko-łopatkowate. Nitki pręcików osadzone u nasady zewnętrznych listków okwiatu, spłaszczone u nasady, zaostrzające się wierzchołkowo. Główki pręcików równowąskie, z łącznikiem tworzącym kieszonkę wokół wierzchołka nitki, żółte. Pyłek żółty. Zalążnia kulista, zwykle z dwoma zalążkami w każdej komorze. Szyjka słupka nitkowata, bardzo drobno trójsieczna.
OwoceDrewniejące, jajowato-eliptyczne torebki z krótkim haczykowatym wyrostkiem, zawierające do jednego nasiona w każdej komorze. Nasiona tarczowate, spłaszczone, delikatnie prążkowane, jasnoszarawobrązowe.

## Biologia
SiedliskoZasiedlają torfowe, piaskowcowe gleby na wilgotnych i półbagiennych terenach górskich w łańcuchu Góry Stołowej. Kwiaty są zapylane przez nektarnika przylądkowego. Nektar zawiera od 13% do 15% cukrów (w tym ok. 52–63% glukozy, ok. 36–45% fruktozy i niewielką domieszkę sacharozy).
GenetykaLiczba chromosomów 2n = 32.

## Systematyka
Rodzaj z podrodziny Nivenioideae z rodziny kosaćcowatych (Iridaceae).
Wykaz gatunków
- Klattia flava (G.J.Lewis) Goldblatt
- Klattia partita Baker
- Klattia stokoei L.Guthrie